# Greenbow (cidade fictícia)

Diferentes localidades do centro de Greenbow.

Greenbow é uma cidade fictícia do filme Forrest Gump de 1994, localizada no estado americano do Alabama, no Condado de Greenbow. No filme, é a cidade onde mora a família Gump (incluindo Forrest Gump e Jenny Curran). No centro, existem algumas lojas e um posto de gasolina. No livro, Greenbow não é mencionada; em vez disso, Forrest vive em Mobile, Alabama.